# Gilbert Emery
Pour les articles homonymes, voir Emery.
Gilbert Emery est un acteur, scénariste, dramaturge et metteur en scène américain, de son vrai nom Emery Bemsley Pottle, né à Naples (New York) (État de New York) le 11 juin 1875, mort à Los Angeles (Californie) le 28 octobre 1945.

## Biographie
Au théâtre, il contribue à des productions jouées à Broadway entre 1921 et 1933, principalement comme acteur, mais également comme auteur de pièces (dont l'une adaptée ensuite en comédie musicale) et, à deux reprises, comme metteur en scène.
Au cinéma, il débute comme acteur en 1921-1922, avec deux films muets, puis apparaît régulièrement à l'écran entre 1929 et 1945, année de sa mort. Il est aussi l'auteur de dialogues additionnels pour deux réalisations et, en outre, quelques autres films sont des adaptations de pièces ou histoires qu'il a écrites.

## Filmographie partielle
Comme acteur, sauf mention contraire
- 1921 : Cousin Kate de Mrs. Sidney Drew
- 1922 : Any Wife de Herbert Brenon
- 1923 : L'amour commande (The Hero) de Louis J. Gasnier (auteur de la pièce éponyme, adaptée pour la première fois)
- 1924 : Tarnish de George Fitzmaurice (auteur de la pièce éponyme adaptée)
- 1929 : Behind That Curtain d'Irving Cummings
- 1929 : The Sky Hawk de John G. Blystone
- 1930 : Sarah et son fils (Sarah and Son) de Dorothy Arzner
- 1930 : Prince of Diamonds de Karl Brown
- 1930 : Soyons gai (Let Us Be Gay) de Robert Z. Leonard
- 1930 : A Lady's Morals de Sidney Franklin
- 1931 : La Princesse amoureuse (The Royal Bed) de Lowell Sherman
- 1931 : Scandal Sheet de John Cromwell
- 1931 : The Lady Refuses de George Archainbaud
- 1931 : Ladies' Man de Lothar Mendes
- 1931 : Party Husband (en) de Clarence G. Badger
- 1931 : Le Passeport jaune (The Yellow Ticket) de Raoul Walsh
- 1931 : The Ruling Voice de Rowland V. Lee
- 1931 : Rumba d'amour (The Cuban Love Story) de W. S. Van Dyke (dialoguiste)
- 1931 : La Folie des hommes (Rich Man's Folly) de John Cromwell
- 1931 : Mata Hari de George Fitzmaurice (dialoguiste)
- 1932 : Okay, America!, de Tay Garnett
- 1932 : L'Adieu aux armes (Farewell to Arms) de Frank Borzage
- 1932 : The Man called back de Robert Florey
- 1933 : Gallant Lady de Gregory La Cava (acteur et auteur de l'histoire adaptée)
- 1934 : Whom the Gods Destroy (en) de Walter Lang
- 1934 : La Maison des Rothschild (The House of Rothschild) d'Alfred L. Werker
- 1934 : Grand Canary d'Irving Cummings
- 1934 : La Soirée de Miss Stanhope (Coming Out Party) de John G. Blystone
- 1934 : C'est pour toujours (Now and Forever) de Henry Hathaway
- 1934 : I believed in you d'Irving Cummings
- 1934 : One More River de James Whale
- 1934 : All of Me de James Flood
- 1935 : Let's Live Tonight de Victor Schertzinger
- 1935 : La Joyeuse Aventure (Ladies Crave Excitement), de Nick Grinde
- 1935 : Le Conquérant des Indes (Clive of India) de Richard Boleslawski
- 1935 : Harmony Lane (en) de Joseph Santley
- 1935 : Night Life of the Gods de Lowell Sherman
- 1935 : Peter Ibbetson de Henry Hathaway
- 1935 : The Man who reclaimed his Head d'Edward Ludwig
- 1935 : Le Secret magnifique (Magnificent Obsession) de John M. Stahl
- 1935 : Je veux être une lady (Goin' to Town), de Alexander Hall
- 1935 : Without Regret de Harold Young
- 1935 : Cardinal Richelieu de Rowland V. Lee
- 1936 : Sa femme et sa secrétaire (Wife vs. Secretary) de Clarence Brown
- 1936 : La Fille de Dracula (Dracula's Daughter) de Lambert Hillyer : Sir Basil Humphrey
- 1936 : Guerre au crime (Bullets or Ballots) de William Keighley
- 1936 : Le Petit Lord Fauntleroy (Little Lord Fauntleroy) de John Cromwell
- 1936 : The Girl on the Front Page de Harry Beaumont
- 1937 : Âmes à la mer (Souls at Sea) de Henry Hathaway
- 1937 : La Vie d'Émile Zola (The Life of Emile Zola) de William Dieterle
- 1938 : Tempête sur le Bengale (Storm over Bengal) de Sidney Salkow
- 1938 : Adieu pour toujours (Always Goodbye) de Sidney Lanfield (auteur de l'histoire adaptée)
- 1938 : Barreaux blancs (Lord Jeff) de Sam Wood
- 1938 : A Man to remember de Garson Kanin
- 1938 : Les Flibustiers (The Buccaneer) de Cecil B. DeMille
- 1939 : The Saint Strikes Back de John Farrow
- 1939 : Edith Cavell (Nurse Edith Cavell) d'Herbert Wilcox
- 1939 : Raffles, gentleman cambrioleur (Raffles) de Sam Wood
- 1939 : The Lady's from Kentucky d'Alexander Hall
- 1940 : River's End de Ray Enright
- 1940 : Anne of Windy Poplars de Jack Hively
- 1940 : La Valse dans l'ombre (Waterloo Bridge) de Mervyn LeRoy
- 1940 : La Maison aux sept pignons de Joe May
- 1940 : South of Suez de Lewis Seiler
- 1940 : Une dépêche Reuter (A Dispatch from Reuter's) de William Dieterle
- 1941 : La Femme de Singapour (Singapore Woman) de Jean Negulesco
- 1941 : Il était une fois (A Woman's Face) de George Cukor
- 1941 : La Famille Stoddard (Adam had Four Sons) de Gregory Ratoff
- 1941 : Crépuscule (Sundown) de Henry Hathaway
- 1941 : Scotland Yard (en) de Norman Foster
- 1941 : New Wine de Reinhold Schünzel
- 1941 : Lady Hamilton (That Hamilton Woman) d'Alexander Korda
- 1941 : La Proie du mort (Rage in Heaven) de W. S. Van Dyke
- 1942 : André et les Fantômes (The Remarkable Andrew) de Stuart Heisler
- 1942 : Escape from Hong Kong de William Nigh
- 1943 : Sherlock Holmes à Washington (Sherlock Holmes in Washington) de Roy William Neill
- 1944 : The Return of the Vampire de Lew Landers
- 1946 : Swell Guy de Frank Tuttle (auteur de la pièce The Hero, adaptée pour la seconde fois)

## Théâtre (Broadway)
Pièces, comme acteur, sauf mention contraire
- 1921 : The Hero, avec Richard Bennett, Blanche Friderici, Grant Mitchell (dramaturge)
- 1922 : The Truth about Blayds d'Alan Alexander Milne, avec Ferdinand Gottschalk, Frieda Inescort, Leslie Howard
- 1923 : Dagmar de Louis K. Anspacher, d'après Ferencz Herczeg
- 1923 : The Enchanted Cottage d'Arthur Wing Pinero
- 1923-1924 : Chains de Jules Eckert Goodman, avec Katharine Alexander, Paul Kelly
- 1923-1924 : Tarnish, mise en scène et produite par John Cromwell, avec Ann Harding, Tom Powers (dramaturge)
- 1924 : The New Englander d'Abby Merchant
- 1925 : Episode (acteur et dramaturge)
- 1926 : Love in a Mist, avec Sidney Blackmer, Frieda Inescort, Tom Powers (dramaturge — coauteur : Amelie Rives — et metteur en scène)
- 1926 : Henri IV, 1re partie (Henry IV, Part I) de William Shakespeare, avec Thomas Chalmers, J. M. Kerrigan, Walter Kingsford, Philip Merivale, Otis Skinner, Basil Sydney
- 1927 : Le Voleur (The Thief) de Henri Bernstein, adaptée par C. Haddon Chambers, avec Lionel Atwill
- 1927-1928 : Paris Bound de Philip Barry
- 1928 : Say when, comédie musicale, musique et lyrics de divers, livret de Calvin Brown, d'après la pièce Love in a Mist de Gilbert Emery et Amelie Rivers sus-visée, avec Alison Skipworth
- 1932 : Housewarming, avec Richard Hale (dramaturge)
- 1932 : Men Must Fight de Reginald Lawrence et S. K. Lauren, avec Edgar Barrier, Alma Kruger, Douglass Montgomery, Erin O'Brien-Moore, Kent Smith
- 1933 : Far-Away Horses, avec Thomas Chalmers (dramaturge et metteur en scène, conjointement avec Michael Birmingham)